# Celia Corres
Celia Corres Giner (nacida el 22 de enero de 1964 en Tarrasa, Cataluña) es una exjugadora de hockey sobre hierba española. Fue campeona olímpica en los juegos olímpicos de Barcelona 1992.